# Geoff Ryman
Geoff Ryman (ur. w 1951) – kanadyjsko-brytyjski pisarz science fiction i fantasy.

## Życiorys
Urodził się w Kanadzie. W wieku lat 11 przeniósł się do Stanów Zjednoczonych, gdzie studiował historię i anglistykę na Uniwersytecie Kalifornijskim w Los Angeles. Mieszka w Anglii.

## Nagrody
- Nagroda BSFA
  - The Unconquered Country (1986)
  - Tlen (2005)

- World Fantasy Award
  - The Unconquered Country (1986)

- Nagroda im. Arthura C. Clarke’a
  - Dziecięcy ogród (1989)
  - Tlen (2005)

- Nagroda Campbella
  - Dziecięcy ogród (1989)

- Nagroda im. Philipa K. Dicka
  - 253

- Nagroda Jamesa Tiptree Jr.
  - Tlen (2005)